# Scapanulus oweni
Scapanulus oweni är ett däggdjur i familjen mullvadsdjur och den enda arten i sitt släkte. Djuret lever i Kina men är närmare släkt med mullvadsdjur från nya världen och räknas därför till underfamiljen Scalopinae.

## Utseende
Denna mullvad når en kroppslängd mellan 10 och 11 cm och därtill kommer en 3,5 till 3,8 cm lång svans som är tät täckt med hår. Pälsfärgen är främst grå och framtassarna har långa smala klor för att gräva i marken. Liksom hos mullvadsdjur från Nordamerika är artens övre hörntänder förminskade och de främre framtänderna förstorade.

## Utbredning, habitat och ekologi
Utbredningsområdet sträcker sig över de kinesiska provinserna Gansu, Shaanxi och Sichuan. I bergstrakter förekommer arten upp till 3 000 meter över havet. Det är nästan ingenting känt om levnadssättet. Mullvaden hittades i skogar med mossa. Fram till 1999 samlades bara 6 individer för zoologiska museer.